# Omar Brown
Omar Brown (né le 21 juin 1982 à Paroisse de Trelawny) est un athlète jamaïcain spécialiste du sprint. Il est marié avec Veronica Campbell depuis 2007.

## Biographie

### Palmarès
| Date | Compétition                    | Lieu           | Résultat | Épreuve    | Performance |
| ---- | ------------------------------ | -------------- | -------- | ---------- | ----------- |
| 1999 | Jeux de la CARIFTA             | Fort-de-France | 3e       | 100 mètres | 10 s 69     |
| 1999 | Jeux de la CARIFTA             | Fort-de-France | 2e       | 200 mètres | 21 s 18     |
| 1999 | Championnats du monde jeunesse | Bydgoszcz      | 3e       | 100 mètres | 10 s 43     |
| 1999 | Championnats du monde jeunesse | Bydgoszcz      | 2e       | 200 mètres | 21 s 09     |
| 1999 | Championnats du monde jeunesse | Bydgoszcz      | 1er      | 4 × 100 m  | 40 s 03     |
| 1999 | Championnats du monde          | Séville        | 2e       | 4 × 100 m  | —           |
| 2000 | Jeux de la CARIFTA             | Saint-Georges  | 1er      | 100 mètres | 10 s 39     |
| 2000 | Jeux de la CARIFTA             | Saint-Georges  | 1er      | 200 mètres | 21 s 06     |
| 2000 | Jeux de la CARIFTA             | Saint-Georges  | 1er      | 4 × 100 m  | 40 s 55     |
| 2000 | Championnats CAC juniors       | San Juan       | 1er      | 200 mètres | 21 s 10     |
| 2000 | Championnats CAC juniors       | San Juan       | 1er      | 4 × 100 m  | 40 s 39     |
| 2006 | Jeux du Commonwealth           | Melbourne      | 1er      | 200 mètres | 20 s 47     |

### Records
| Épreuve    | Performance | Lieu     | Date            |
| ---------- | ----------- | -------- | --------------- |
| 100 mètres | 10 s 27     | Kingston | 21 juillet 2000 |
| 200 mètres | 20 s 33     | Carson   | 21 mai 2006     |
| 400 mètres | 46 s 00     | Walnut   | 17 avril 2005   |